# Henri Desplanques
Henri Louis Alexandre Desplanques (Houplines, 8 ottobre 1911 – Saint-André, 24 ottobre 1983) è stato un geografo, insegnante e prete francese. Docente di geografia alla Facoltà di Lettere della Libera Università di Lilla. Studioso dei paesaggi agrari, dedicò gran parte della sua ricerca scientifica allo studio delle regioni del centro Italia e, in particolare, dell'Umbria.

## Biografia
Nasce nell'ottobre del 1911 a Houplines, cittadina francese del nord. Compiuti gli studi secondari al collegio di Saint-Jude di Armientières, entra nel Séminaire Académique, dove conseguì nel 1938 la laurea in Storia e Geografia e in seguito, ordinato sacerdote il 22 maggio 1937, quella in Teologia con una tesi sul Perdono d'Assisi nel periodo medievale. Fino al 1950 svolse la carriera di insegnante nel collegio Saint-Jacques e al Petit Séminaire. Successivamente fu docente alla Facoltà di Lettere della Libera Università di Lilla, succedendo all'abate Prof. Baeckeroot.
Risalgono agli anni '50 le prime importanti pubblicazioni che mettono in evidenza l'attenzione e la cura scientifica verso lo studio dei paesaggi agrari, in particolare quelli dell'Italia centrale e dell'Umbria, verso la quale nutre un profondo e partecipato interesse, ereditato dal suo maestro Pierre Deffontaines, che lo porterà ad eleggerla come una seconda patria, ma soprattutto a comporre la sua opera più importante: Campagnes ombriennes: contribution a l'etude des paysages ruraux en Italie centrale.
È del 1955 la pubblicazione La casa rurale dell'Umbria (Firenze, Leo S. Olschki - Editore) che vide Desplanques, in collaborazione con Francesco Bonasera, Mario Fondi e Athos Poeta, realizzare un lavoro riconosciuto ancora oggi come un punto di riferimento negli studi riguardanti l'insediamento rurale nella sua varietà tipologica e nei rapporti con l'ambiente naturale. Il geografo francese vi contribuì redigendo il contributo più ampio e solido tra quelli proposti. Numerosi e importanti contribuiti di geografia agraria videro le stampe a firma di Desplanques dalla seconda metà degli anni '50 e per tutti gli anni '60. La sua produzione fu caratterizzata, con qualche eccezione di rilievo, sull'analisi dei temi relativi ai paesaggi rurali dell'Italia centrale.
Nel 1969, per i tipi della casa editrice Colin di Parigi, Henri Desplanques pubblicherà Campagnes ombriennes: monumentale tesi di dottorato, un saggio di geografia rurale indispensabile per la lettura e l’interpretazione dei paesaggi umbri, oltreché magistrale esempio di applicazione della metodologia geografica. L’ambito spaziale preso ivi in considerazione si limita essenzialmente al territorio della Provincia di Perugia, ma ne viene illustrata una notevole pluralità di aspetti e problemi (per altro attinenti a una consistente parte dell’agricoltura mediterranea, con la possibilità di facili raffronti con paesaggi rurali tipici di altri paesi europei). Questo straordinario lavoro sarà oggetto di riconoscimenti e apprezzamenti da parte del mondo accademico e permetterà al geografo di organizzare il Convegno internazionale sui Paesaggi rurali europei tenutosi a Perugia nel maggio del 1973, ma soprattutto gli varrà, nel luglio del 1974, il prestigioso premio Roberto Almagià conferitogli dall’Accademia dei Lincei. L’edizione italiana sarà pubblicata nel 1975 nella collana Quaderni Regione dell’Umbria, a cura di Alberto Melelli. Uscita in cinque tomi, con il titolo: Campagne umbre. Contributo allo studio dei paesaggi rurali dell’Italia Centrale, l’opera continua ad essere un punto di riferimento nella letteratura geografica dei paesaggi rurali.
Nell’ultimo decennio della sua esistenza, Desplanques venne colto da una flebite che gli negò la possibilità di effettuare ancora escursioni ed esplorazioni nella regione da lui così tanto amata e studiata. Per questo si dedicherà fino alla scomparsa, avvenuta il 24 ottobre 1983 all’età di 72 anni, ad articoli di sintesi e recensioni. La sua morte avvenne in un silenzio assoluto. La notizia si diffuse con grave ritardo anche nel mondo accademico. Al suo ricordo, ancora vivo presso i molti studiosi che lo conobbero e con lui ebbero modo di collaborare, si aggiunge un’eredità scientifica originale, durevole e preziosa, rappresentata nel suo massimo esempio dal lavoro concernente la regione umbra.

## Campagne umbre
Campagnes ombriennes, uscito in lingua francese per i tipi dell'Armand Colin editore di Parigi nel 1969, è il frutto di un lavoro - come scrive lo stesso geografo nella prefazione all’edizione italiana - durato più di un decennio. Un lavoro basato su scrupolose indagini d’archivio e su lunghi e numerosi soggiorni e sopralluoghi in cui la sua mirabile formazione culturale è tesa ad indagare, attraverso un metodo di ricerca rigoroso, una regione in cui “tout paysage est histoire” e verso la quale Desplanques nutriva un sincero amore (i cui germi gli furono trasmessi dal suo maestro Pierre Deffontaines), che lo porterà a definirla addirittura sua seconda terra natale e a completare il più straordinario omaggio di cui potesse farle dono. La lettura della regione umbra diventa un paradigma generale per lo studio del paesaggio mediterraneo, attraverso una lettura multidisciplinare che porterà l'opera ad essere definita come un "complesso di natura e storia", un esempio di "geografia totale". Il lavoro si organizza in cinque parti: 
1. L'origine fisica dei grandi contrasti;
2. L'organizzazione del territorio;
3. La sistemazione delle campagne;
4. L'utilizzazione del suolo;
5. L'uomo abitante.

Desplanques è consapevole delle trasformazioni in atto nel periodo in cui si apprestava a pubblicare i risultati delle sue ricerche. Erano i mutamenti coincidenti con il cosiddetto boom economico: la scomparsa della mezzadria, il conseguente abbandono delle case coloniche, la fine della coltura promiscua, l’estendersi degli incolti nell’alta collina, la progressiva cementificazione nelle aree pianeggianti, l’elettrificazione spinta nelle zone più remote e disagiate, l’imporsi dell’agricoltura meccanizzata. Il geografo francese conduce questa mirabile analisi investigando e padroneggiando un trittico imprescindibile di fonti (archivi, paesaggi, uomini) e col sostegno indispensabile della storia sociale. Tra i molteplici aspetti, investigati emerge il lucido ritratto dell’ineludibile dissolversi dell’agricoltura tradizionale e della cultura contadina in “una regione ancora impregnata del suo passato, ma già in piena evoluzione”:
“In Umbria il passato è ancora così vivo che la Storia deve necessariamente considerarsi parte integrante nello studio di tutti i problemi geografici. Il presente resta pieno di incoerenze qualora si provasse a non svelare la logica delle cose passate."
Molti famosi geografi fecero di quest'opera ampie recensioni nelle principali riviste specializzate, ad essa fu inoltre conferito nel luglio del 1974 da parte dell'Accademia dei Lincei il prestigioso premio Roberto Almagià. Ancora oggi l'opera rappresenta un punto di riferimento imprescindibile per la lettura e l'interpretazione che fornisce dei paesaggi umbri. Desplanques si guadagnò un'ampia stima da parte di studiosi italiani e stranieri (tra questi Emilio Sereni, vedi i rif. bibliografici) con i quali intrattenne rapporti assidui. Grazie anche a questi traguardi riuscì a organizzare nella città di Perugia il già ricordato Convegno internazionale, che vide la presenza di un'ottantina di geografi ruralisti di primo ordine provenienti da tutta Europa.
A corredo di questa monumentale opera il geografo francese lasciò una sorta di testimonianza esemplare del suo lavoro: una collezione di 296 diapositive, oggi custodite presso la Bibliomediateca dell’Assemblea legislativa della Regione Umbria, realizzate da Desplanques tra il 1953 e il 1973. Fotografie che diventano strumento straordinario per la lettura del paesaggio, concepito come spazio multidisciplinare e percettivo, da considerare vero e proprio documento storico idoneo a documentare perfettamente quanto egli andava descrivendo nelle sue varie pubblicazioni.

## Saggi, scritti e opere
- Deux nouveaux manuels de géographie pour l’enseignement secondaire, in “Bulletin U.T.O.”, 1934, pp. 155-159.

- La joie de la route, in “Entre Nous”, 1934, pp. 8-14.

- Une visite à Konnersreuth avec Thérèse Neuman, in “Entre Nous”, 1934, pp. 8-14.
- Saint François d’Assise et la vertu d’admiration, in “Bulletin Faculté catholique”, Lilla, 1952, pp. 93-101.
- Assise (Ombrie). Étude du mouvement touristique, Pubblication de la Société Géographique de Lille, 1950-53, pp. 20-53.
- Une commune rurale flemande depuis cent ans: Morbecque, Comité Flamand de France, Lilla, 1954, pp. 405-464.
- La casa rurale nell’Umbria centrale, Firenze, Olschki, 1955, pp. 39-140.
- Lille-Roubaix-Tourcoing, maggio 1957, pp. 3-30.
- La réforme agraire italienne, in “Annales de Géographie”, LXVI (1957), pp. 310-327.
- Lo sviluppo turistico in Umbria, in “Turismo e Alberghi”, 1957, pp. 380-382.
- Comuni italiani e comuni francesi, in “L’Universo”, XXXVIII (1958), pp. 875-900.
- La culture mixte italienne: essai d’interpretation, in “Bulletin de l’Association des Géographes français”, 1958, pp. 23-37.
- Tre porti della Francia settentrionale: Boulogne, Calais, Dunkerque, in “L’Universo”, XXXVIII (1958), pp. 519-534.
- Contribution à l’étude des paysages ruraux en Italie Centrale: l’arbre fourrager, in “Annales de l’Est”, Atti del Colloque international organisé par la Faculté des Lettres de l’Université de Nancy (Nancy, 2-7 settembre 1957), 1959, pp. 97-104.
- La lutte contre l’érosion des sols en Italie, in “Bulletin de la Société de Géographie de Lille”, n.s., n. 2, 1959, pp. 14-25.
- Il paesaggio rurale della cultura promiscua in Italia, in “Rivista geografica italiana”, LXVI (1959), pp. 29-64.

- Le possibilità di sviluppo dell’Umbria, Associazione per lo sviluppo economico dell’Umbria, 1959, pp. 39-43.

- Les italiens dans le Nord de la France, in “Bulletin de la Société Géographique de Lille”, n.s., n. 4, 1961, pp. 5-20.
- Une propriété foncière ombrienne à travers ses cadastres (XVI-XIX), in “Rivista di Storia dell’agricoltura”, 1962, pp. 29-43.
- Carte du peuplement dans la région de Gubbio au XVI° siècle, in “Méditerranée”, 1963, pp. 5-13.
- Le glacis détritique du Subasio (Ombrie), in “Bulletin de l’Association des Géographes français”, 1963, pp. 114-122.
- Les exploitations rurales en Italie, in “Information Géographique”, XXVIII (1964), pp. 65-77.
- Une histoire des paysages agraires italiens, d’après Emilio Sereni, in “Annales de Géographie”, LXXIII (1964), pp. 477-480 (recensione all’opera di E. Sereni, Storia del paesaggio agrario italiano, Bari, Laterza, 1961).
- Campagnes ombriennes. Contribution à l’étude des paysages ruraux en Italie Centrale, Paris, Colin, 1969. Edizione italiana: Campagne umbre. Contributo allo studio dei paesaggi rurali in Italia Centrale, Quaderni Regione dell’Umbria, trad. di A. Melelli, 5 tomi, Perugia, Guerra, 1975.
- La formation du métayage dans les campagnes ombriennes, 1969, pp. 115-152.
- Le case della mezzadria, in "La casa rurale in Italia", C.N.R., Firenze, 1970, pp. 189-216.
- Les bassins intérieurs de l’Appenin. Observations de géographie agraire, in “Méditerranée”, seconda annata, n.s., 1971, pp. 429-464.
- Campagnes et paysans de l’Ombrie, in “Acta Geographica”, n. 5, 1971, pp. 79-84.
- Les “cultivateurs directs” en Italie, Comunicazione al Colloque de Géographie agraire sur les Sociétés rurales méditerranéennes, 23 marzo 1971.
- L’influence urbaine sur la maison rurale dans le Mezzogiorno, in “Annales de Géographie”, LXXXI (1972), pp. 101-102.
- Une géographie agraire des plaines côtières du Golfe de Tarente, in “Annales de Géographie”, LXXXI (1972), pp. 763-764.
- Le campagne umbre un secolo fa, in “Atti VIII Convegno di Studi Umbri” (Gubbio 31 maggio - 4 giugno 1970), Perugia, 1973, pp. 423-434.
- Une nouvelle utilisation de l’espace rurale en Italie: l’agritourisme, in “Annales de Géograaphie”, LXXXII, (1973), pp. 151-164.

- Un colloque de Géographie à Pérouse (Italie), 7-13 maggio 1973, in “Bulletin Faculté catholique de Lille”, 1974, pp. 103-104.

- L’évolution récente de la maison agricole en Flandre française. L’exemple de Steenbecque, in “Hommes et Terres du Nord”, 1974, pp. 34-38.
- Pierre Deffontaines: l’homme et sa maison (Géographie humaine, Parigi 1972, pp. 254), in “Hommes et Terres du Nord”, 1974, pp. 146-147.
- Casalina: une grande exploitation agricole industrialisée (Comptes rendus d’excursions), in I Paesaggi rurali europei, Atti del Convegno internazionale della Conférence européenne permanente pour l’étude du paysage rural, Deputazione Storia Patria per l’Umbria, appendici al Bollettino n. 12, Perugia, 1975 (a cura di H. Desplanques), pp. 565-566.
- De Pérouse à Assise, des campagnes en pleine transformation, in I Paesaggi rurali europei, Atti del Convegno internazionale della Conférence européenne permanente pour l’étude du paysage rural, Deputazione Storia Patria per l’Umbria, appendici al Bollettino n. 12, Perugia, 1975 (a cura di H. Desplanques), pp. 568-569.
- Habitat et paysages montagnards, in I Paesaggi rurali europei, Atti del Convegno internazionale della Conférence européenne permanente pour l’étude du paysage rural, Deputazione Storia Patria per l’Umbria, appendici al Bollettino n. 12, Perugia, 1975 (a cura di H. Desplanques), pp. 572-573.
- Types de parcellaire dans les bassins intérieurs de l’Appenin, in I Paesaggi rurali europei, Atti del Convegno internazionale della Conférence européenne permanente pour l’étude du paysage rural, Deputazione Storia Patria per l’Umbria, appendici al Bollettino n. 12, Perugia, 1975 (a cura di H. Desplanques), pp. 149-154.
- Le Frioul, région d’affrontement, in “Annales de Géographie”, LXXXIV (1975), pp. 630-631.
- Une géographie agraire du Lazio, in “Annales de Géographie”, LXXXIV (1975), pp. 751-752.
- Une géographie régionale du Tessin, “Annales de Géographie”, LXXXIV (1975), p. 483.
- I paesaggi collinari tosco-umbro-marghigiani, in I paesaggi umani, Milano, Touring Club, 1976, pp. 98-117.
- Des nouvelles recherches sur les structures agraires lorraines, in “Hommes et Terres du Nord”, 1977, n. 1, pp. 119-121.
- Une étude morphologique sur les Préalpes vénetiennes, in “Annales de Géographie”, LXXXVI (1977), pp. 101-102.
- L’organisation de l’espace rural dans la région de Plata, in “Annales de Géographie”, LXXXVII (1978), pp. 750-751.
- Hommage à Pierre Deffontaines, in “Ensemble”, 1979.
- Un animateur: Pierre Deffontaines, in “Bulletin luxembourgeois pour enseignants”, s.d.